# Andy Williams
Howard Andrew "Andy" Williams, född 3 december 1927 i Wall Lake, Iowa, död 25 september 2012 i Branson, Missouri, var en amerikansk sångare och underhållningsartist, främst känd för TV-serien The Andy Williams Show, som belönades med Emmy Award 1962, 1965 och 1966. 
Han hade många skivsuccéer i början på 1960-talet, den största är förmodligen "Moon River", som han hade som sin signaturmelodi.

## Diskografi (urval)
Studioalbum (topp 10 på Billboard 200)
- 1962 – Moon River and Other Great Movie Themes (#3)
- 1963 – Days of Wine and Roses and Other TV Requests (#1)
- 1964 – The Wonderful World of Andy Williams (#9)
- 1964 – The Academy Award-Winning "Call Me Irresponsible" and Other Hit Songs from the Movies (#5)
- 1964 – The Great Songs from "My Fair Lady" and Other Broadway Hits (#5)
- 1965 – Andy Williams' Dear Heart (#4)
- 1966 – The Shadow of Your Smile (#6)
- 1967 – Born Free (#5)
- 1967 – Love, Andy (#8)
- 1968 – Honey (#9)
- 1969 – Happy Heart (#9)
- 1971 – Love Story (#3)

Singlar (topp 10 på Billboard 100)
- 1956 – "Canadian Sunset" (#7)
- 1957 – "Butterfly" (#1)
- 1957 – "I Like Your Kind of Love" (#8)
- 1958 – "Are You Sincere?" (#3)
- 1959 – "Lonely Street" (#5)
- 1959 – "The Village of St. Bernadette" (#7)
- 1963 – "Can't Get Used to Losing You" (#2)
- 1971 – "(Where Do I Begin?) Love Story" (#9)